# Töltéstükrözés
A fizikában a töltéstükrözés vagy töltéskonjugáció a részecske összes töltésjellegű kvantumszámának az ellenkező előjelűre (vagy komplex konjugáltjára) való cserélését jelenti. A fizikai törvények ezzel szembeni szimmetriája a töltésszimmetria vagy C-szimmetria, a szimmetriához kapcsolódó megmaradó mennyiség a töltésparitás vagy C-paritás. Az elektromágnesség, gravitáció és erős kölcsönhatás megőrzi a töltésszimmetriát, de a gyenge kölcsönhatás maximálisan sérti.

## Töltéstükrözés az elektromágnességben
Az elektrodinamika (mind a klasszikus mind a kvantumelektrodinamika) törvényei invariánsak a töltéstükrözéssel szemben: ha minden q töltést egy −q töltésre cserélünk és megfordítjuk az elektromos térerősség és a mágneses indukció irányát, a dinamika megőrzi alakját. A kvantumtérelmélet nyelvén a töltéskonjugáció transzformációja:
1. {\displaystyle \psi \rightarrow -i({\bar {\psi }}\gamma ^{0}\gamma ^{2})^{T}}
2. {\displaystyle {\bar {\psi }}\rightarrow -i(\gamma ^{0}\gamma ^{2}\psi )^{T}}
3. {\displaystyle A^{\mu }\rightarrow -A^{\mu }}

Megjegyezzük, hogy ezek a transzformációk nem változtatják meg a részecskék kiralitását. A balkezes neutrínó balkezes antineutrínóvá válik, ami a standard modellben nem hat kölcsön. Ez az, amit a gyenge kölcsönhatás maximális C-sértésének hívunk.
(A standard modellnek léteznek elméleti kiterjesztései, mint a bal-jobb modellek, amik helyreállítják a C-szimmetriát.)

## C-paritás
A töltéskonjugáció a részecskét nem önmagába hanem az antirészecskéjébe viszi át, ezért általában egy részecske nem sajátállapota a C-tükrözésnek. Kivételt képeznek azok a részecskék, amik a saját antirészecskéi, mint a foton vagy a π0-mezon, illetve az olyan részecskerendszerek, amiben a részecskék és antirészecskéik száma megegyezik. Ilyen a π0 mezon is, ami egy kvark-antikvark kötött állapot. Az ilyen önmagukba transzformálódó részecskék és részecskerendszerek esetén értelmezhető a töltésparitás vagy C-paritás, amire C2=1, azaz a töltésparitás értéke C=±1 lehet. A C-paritás egy multiplikatív kvantumszám.
A foton kölcsönhatásai az anyagi részecskékkel a kvantumtérelmélet Lagrange-függvényében jA típusú töltött áram – foton kölcsönhatásként van jelen. A töltött részecskék j árama töltéskonjugáció esetén előjelet vált, így a töltéskonjugációval szembeni szimmetria csak akkor áll fenn az elektromágneses kölcsönhatásban, ha A is előjelet vált, azaz a foton C-paritása C=−1.
Egy nulla spinű részecske és antirészecskéjének relatív pálya-impulzusmomentuma legyen L. Miután bozonokról van szó, a teljes hullámfüggvénynek szimmetrikusnak kell lennie. A két részecske térbeli cseréje (−1)L-nel szorozza meg a hullámfüggvényt. ha ezután töltéstükrözést kapunk, akkor a rendszer C paritásával szorzódik meg ismét, és a két csere (térbeli és töltés) után visszakapjuk az eredeti rendszert, azaz a C(−1)L=1 feltételt állíthatjuk fel, amiből a bozon-antibozon rendszer C-paritása C=(−1)L.
Tekintsünk egy feles spinű fermionból és antifermionjából álló (például elektron-pozitron) rendszert. Legyen relatív pálya-impulzusmomnetumuk L teljes spinjük pedig S(=0 vagy 1). Miután fermionokról van szó, a teljes hullámfügvénynek antiszimmetrikusnak kell lennie. A két részecske térbeli cseréje esetén a szorzótényező megint (−1)L. A két spin cseréje esetén a szorzótényező (−1)S+1, mert az egyirányba mutató (S=1) mutató spinek esete a szimmetrikus eset. A töltéscseréé pedig megint C. Így azt kapjuk feltételül, hogy C(-1)L(−1)S+1=−1, azaz a fermion-antifermion rendszer C-paritása C=(−1)L+S.
Ezek a szabályok nagyon jól használhatók a részecskeütközések és bomlások vizsgálatánál annak meghatározására, hogy mely folyamatok mehetnek végbe és melyek tiltottak.
Mint láttuk, a C-paritás fogalma semleges részecskékre értelmezhető csak, az erős kölcsönhatás viszont az elektromos töltéstől független erő, azaz a C-paritás ebből a szempontból túl szűk fogalom. Ezen hiányosság kiküszöbölésére használja a részecskefizika a C-paritás általánosítását, a G-paritást.

## A töltés- és tértükrözés kombinálása
Egy időben úgy gondolták, hogy a C-szimmetria kombinálható a paritásmegmaradással egy megmaradó CP-szimmetria érdekében. Azonban ennek az egyesített szimmetriának a sérülése is kiderült a gyenge kölcsönhatás során (kaonok és B-mezonok esetén), bár ez sokkal kisebb mértékű, mint a töltésszimmetriáé vagy a paritásé.
A standard modellben a CP-sértés a CKM-mátrix egy komplex fázisa miatt lép fel. Ha a CP-szimmetriát kombináljuk az időtükrözéssel, akkor az eredményül kapott CPT-szimmetria érvenyessége megmutatható a Wightman-axiómák igazságának feltevésével.